# Pastoreo (comportamiento)

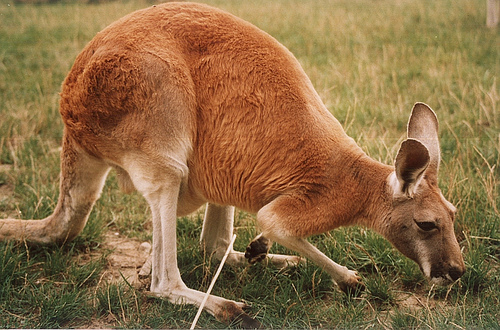
Canguro rojo pastando.

El pastoreo es un método de alimentación en el que un herbívoro se alimenta de plantas de bajo crecimiento, como pastos u otros organismos multicelulares, como las algas. Se puede decir que muchas especies de animales herbívoros pastorean, desde animales grandes como hipopótamos hasta pequeños caracoles acuáticos. El comportamiento de pastoreo es un tipo de estrategia de alimentación dentro de la ecología de una especie. Las estrategias de pastoreo específicas incluyen la granivoría (comer plantas gramíneas, pastos, cereales); coprofagia; pseudorruminante (que tiene un estómago de múltiples cámaras pero no rumia); y el pastoreo de plantas distintas de la hierba, como las algas marinas. 
Los efectos ecológicos del pastoreo pueden incluir la redistribución de nutrientes, mantener los pastizales abiertos o favorecer una especie en particular sobre otra. 

## Ecología

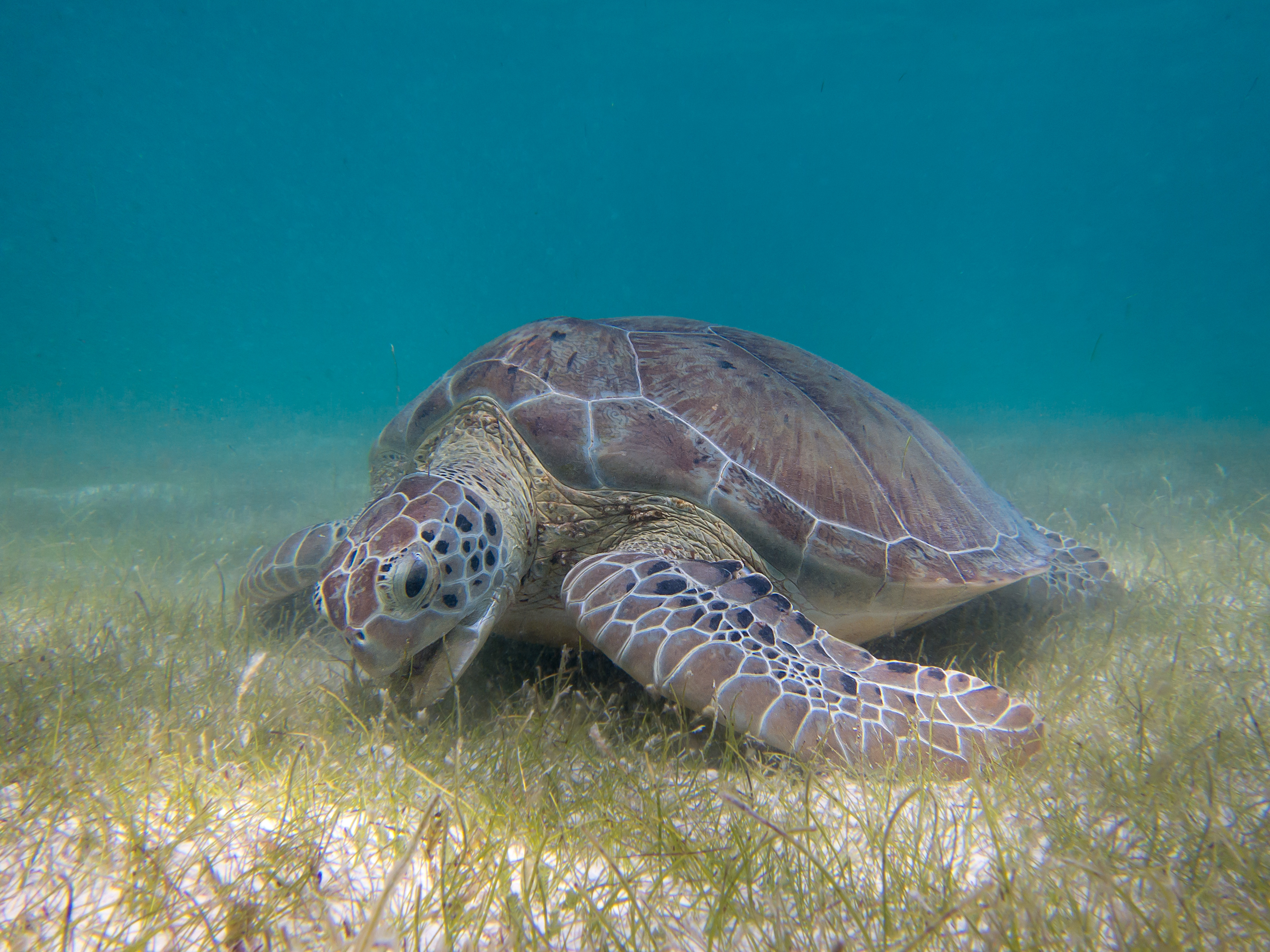
Tortuga verde pastando en una pradera marina.

Muchos pequeños herbívoros selectivos siguen a los herbívoros más grandes que arrancan los pastos más altos y duros, exponiendo los brotes tiernos. Para los animales terrestres, el pastoreo se distingue normalmente del ramoneo en que el pastoreo es comer hierba o hierbas, mientras que el ramoneo es comer ramitas leñosas y hojas de árboles y arbustos. El pastoreo se diferencia de la depredación porque el organismo sobre el que se pasta puede no morir. Se diferencia del parasitismo porque los dos organismos viven juntos en un estado constante de externalidad física (es decir, baja intimidad). Los animales acuáticos que se alimentan raspando algas y otros microorganismos de las piedras se denominan pastadores-raspadores.

### Granivoría
La granivoría es una forma de pastoreo que consiste en alimentarse principalmente de gramíneas (específicamente pastos «verdaderos« de la familia Poaceae). Los caballos, el ganado vacuno, el capibara, los hipopótamos, los saltamontes, los gansos y los pandas gigantes (Ailuropoda melanoleuca) son granívoros. Los pandas gigantes son pastores de bambú obligados. El 99 % de su dieta consiste en especies de bambú subalpinas.

### Coprofagia

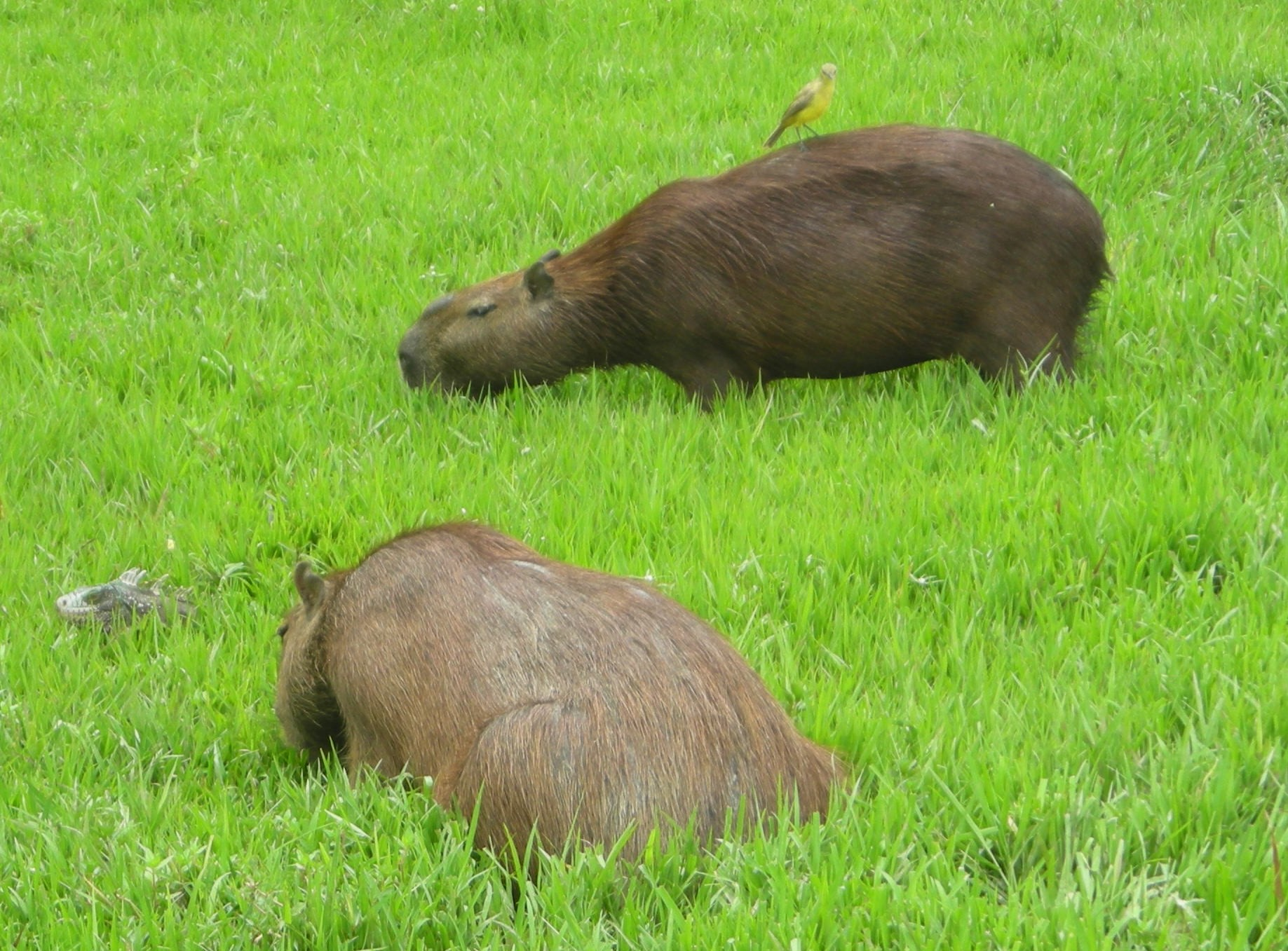
El capibara es uno de varios herbívoros coprófagos.

Los animales como los conejos y los capibaras son herbívoros que se alimentan de pasto, hierbas y malezas frondosas. Su dieta contiene grandes cantidades de celulosa, que es difícil de digerir. Resuelven este problema fermentando el alimento en el intestino grueso y comiendo las heces resultantes. Los conejos forman dos tipos distintos de heces: excrementos duros y gránulos viscosos negros, suaves, los últimos de los cuales se conocen como cecotrofos y se comen de inmediato (coprofagia). Los conejos vuelven a ingerir sus propios excrementos (en lugar de rumiar como hacen el ganado y muchos otros animales que pastan) para digerir más su comida y extraer suficientes nutrientes.
Los capibaras son coprófagos como un medio para obtener flora intestinal bacteriana para ayudar a digerir la celulosa en la hierba que forma su dieta normal y para extraer el máximo de proteínas y vitaminas de sus alimentos. También pueden regurgitar la comida para masticar nuevamente, similar a lo que hace una vaca al masticar.

### Pseudorruminante
Se considera que el hipopótamo es un pseudorruminante; tiene un estómago complejo de tres o cuatro cámaras, pero no «rumia».

### Pastoreo sin pasto
Aunque el pastoreo se asocia típicamente con mamíferos que se alimentan de pastizales, los ecologistas a veces usan la palabra en un sentido más amplio, para incluir cualquier organismo que se alimente de cualquier otra especie sin acabar con la vida del organismo presa. El uso del término «pastoreo» varía aún más; por ejemplo, un biólogo marino puede describir a los erizos de mar herbívoros que se alimentan de algas marinas como herbívoros, incluso cuando matan al organismo cortando la planta en la base. Los malacólogos a veces aplican la palabra a los caracoles acuáticos que se alimentan al consumir la película microscópica de algas, diatomeas y detritos, una biopelícula, que cubre el sustrato y otras superficies bajo el agua. En los ecosistemas marinos, el pastoreo de mesopastadores, como algunos crustáceos, mantiene la estructura del hábitat al prevenir el crecimiento excesivo de algas, especialmente en los arrecifes de coral.

## Beneficios

### Ambiental

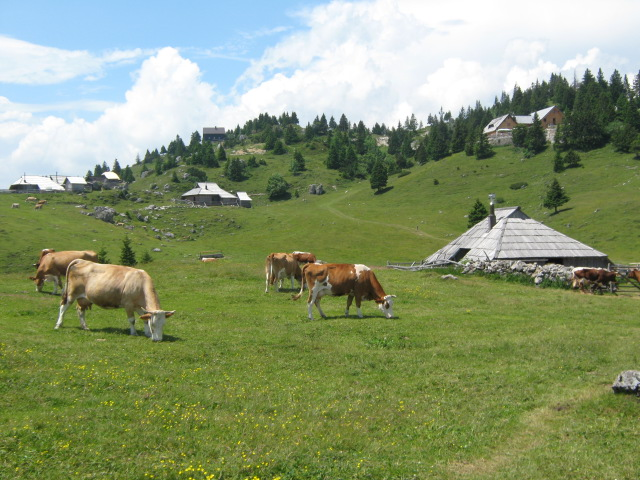
Pastoreo de ganado en un entorno de gran altitud en la Velika Planina, Eslovenia

La orina y las heces producto del pastoreo «reciclan nitrógeno, fósforo, potasio y otros nutrientes de las plantas y los devuelven al suelo». El pastoreo puede permitir la acumulación de materia orgánica que puede ayudar a combatir la erosión del suelo. Esto actúa como nutrición para los insectos y organismos que se encuentran dentro del suelo. Estos organismos «ayudan en el secuestro de carbono y la filtración de agua».  

### La biodiversidad
Cuando se pasta la hierba, se reduce la hierba muerta, lo cual resulta ventajoso para aves como las aves acuáticas. El pastoreo puede aumentar la biodiversidad. Sin pastoreo, muchas de las mismas gramíneas crecen, por ejemplo, Bromus y Poa, creando en consecuencia un monocultivo.
 En las praderas de pastos altos de América del Norte, la diversidad y la productividad están controladas en gran medida por la disponibilidad de nitrógeno ... La disponibilidad de nitrógeno en las praderas fue impulsada por interacciones entre la frecuencia de los incendios y el pastoreo de grandes herbívoros ... Los incendios de primavera mejoran el crecimiento de ciertos pastos y herbívoros como el bisonte pacen preferentemente de estos pastos, lo cual mantiene un sistema de controles y equilibrios, propicia un funcionamiento correcto y permite que florezcan muchas especies de plantas. 